# Satao (Elefant)
Satao (* c. 1968; † 30. Mai 2014) war einer der größten afrikanischen Elefanten Kenias. Er war ein bekannter Tusker (Stoßzahnträger), weil seine Stoßzähne so lang waren, dass sie beinahe den Boden berührten. Der Tsavo Trust verkündete, dass Satao durch Wilderer am 30. Mai 2014 mit einem vergifteten Pfeil getötet worden sei.

## Leben
Satao lebte im Tsavo-East-Nationalpark, einem der größten Wildparks weltweit mit einer großen Elefantenpopulation. Man schätzt, dass er Ende der 1960er Jahre geboren wurde und damit etwa 45 Jahre alt war, als er 2014 von Wilderern seines Elfenbeins wegen getötet wurde. Er galt zu dieser Zeit als einer der größten Elefanten weltweit. Seine Stoßzähne waren 2 m (6,5 ft) lang und man schätzt, dass jeder Zahn einzeln etwa 45 kg (100 lb) auf die Waage brachte.

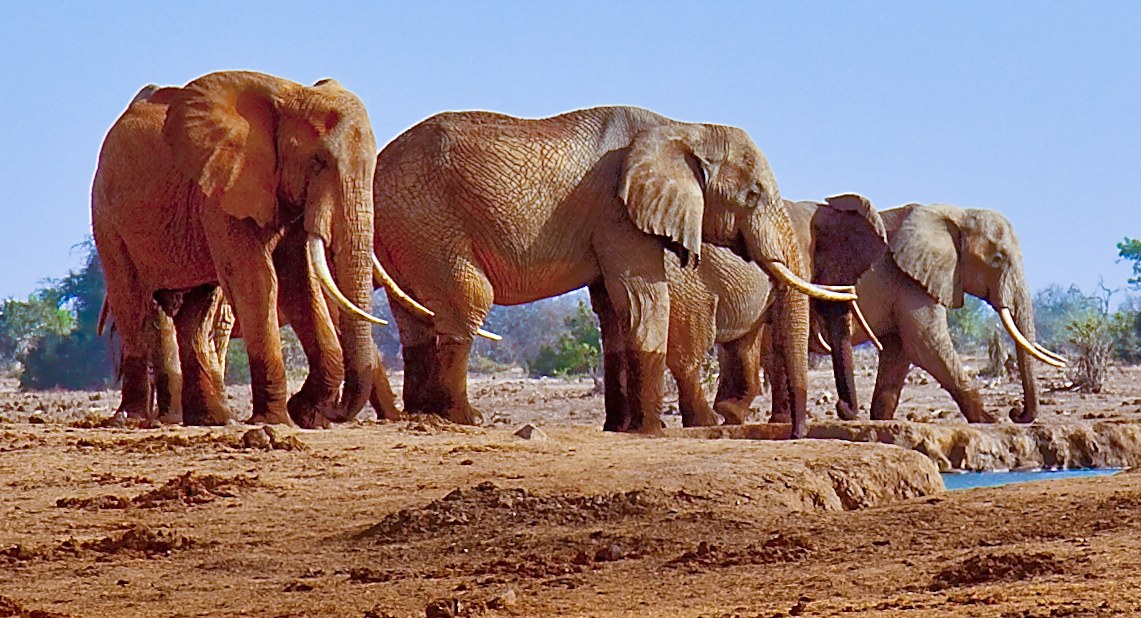
Elefanten an einem Wasserloch im Tsavo East National Park.

## Wilderei
Seit 2007 hat sich der illegale Elfenbeinhandel verdoppelt. 2013 wurden schätzungsweise 20.000 Elefanten durch Wilderer abgeschlachtet. Teilweise wird das Geld genutzt, um Aufstände in Afrika zu finanzieren.
Satao hatte aufgrund des großen Wertes seines Elfenbeins beinahe unablässig unter Beobachtung des Kenya Wildlife Service (KWS) und des Tsavo Trust gestanden, schon 18 Monate vor dem Juni 2014. Normalerweise hielt er sich in einem eng begrenzten Areal im Park auf, aber dann zog er weiter in eine Region des Parks mit 1000 km² Größe und dichter Vegetation, in der viel Wilderei getrieben wurde.

### Tod
Im März 2014 wurde Satao mit zwei blutenden Wunden in den Flanken gefunden. Er war mit vergifteten Pfeilen angeschossen worden, wie die hinzugeeilten Tierärzte bestätigten. Nach mehreren Tagen erholte sich Satao von seinen Wunden. Satao wurde am 19. Mai 2014 zuletzt lebend gesehen.
Am 2. Juni 2014 fand Richard Moller vom Tsavo Trust einen Elefantenkadaver in der Nähe der Parkgrenze. Die Stoßzähne waren abgeschnitten worden und das Gesicht grausig zerfleischt, so dass das Tier zu der Zeit nicht sicher identifiziert werden konnte. Etwa 10 Tage lang suchten Moller und der Kenya Wildlife Service nach Satao, bevor sie schlossen, dass es sich dabei um den toten Elefanten handelte. Er war von einem weiteren vergifteten Pfeil am 30. Mai 2014 getötet worden.
Am 13. Juni veröffentlichte der Tsavo Trust eine Todesnachricht:
 Mit großem Bedauern bestätigen wir, dass es keinen Zweifel gibt, dass Satao tot ist, getötet von einem vergifteten Pfeil eines Elfenbeinwilderers um die scheinbar unstillbare Nachfrage nach Elfenbein in weit entfernten Ländern zu befriedigen. Ein großes Leben ist verloren, damit jemand irgendwo ein Schmuckstück auf seinem Kaminsims stellen kann. Ruhe in Frieden, Alter Freund, du wirst vermisst werden.

## Verhaftungen
Am 20. Juni 2014 berichtete der Kenya Wildlife Service, dass drei Verdächtige festgenommen worden seien. Paul Muya, ein Sprecher des Kenya Wildlife Services berichtete, dass die Ranger mit Spionagegeräten die Verdächtigen aufgespürt hätten.